# Johannes Hendrik van den Broek
Pour les articles homonymes, voir Vandenbroek.

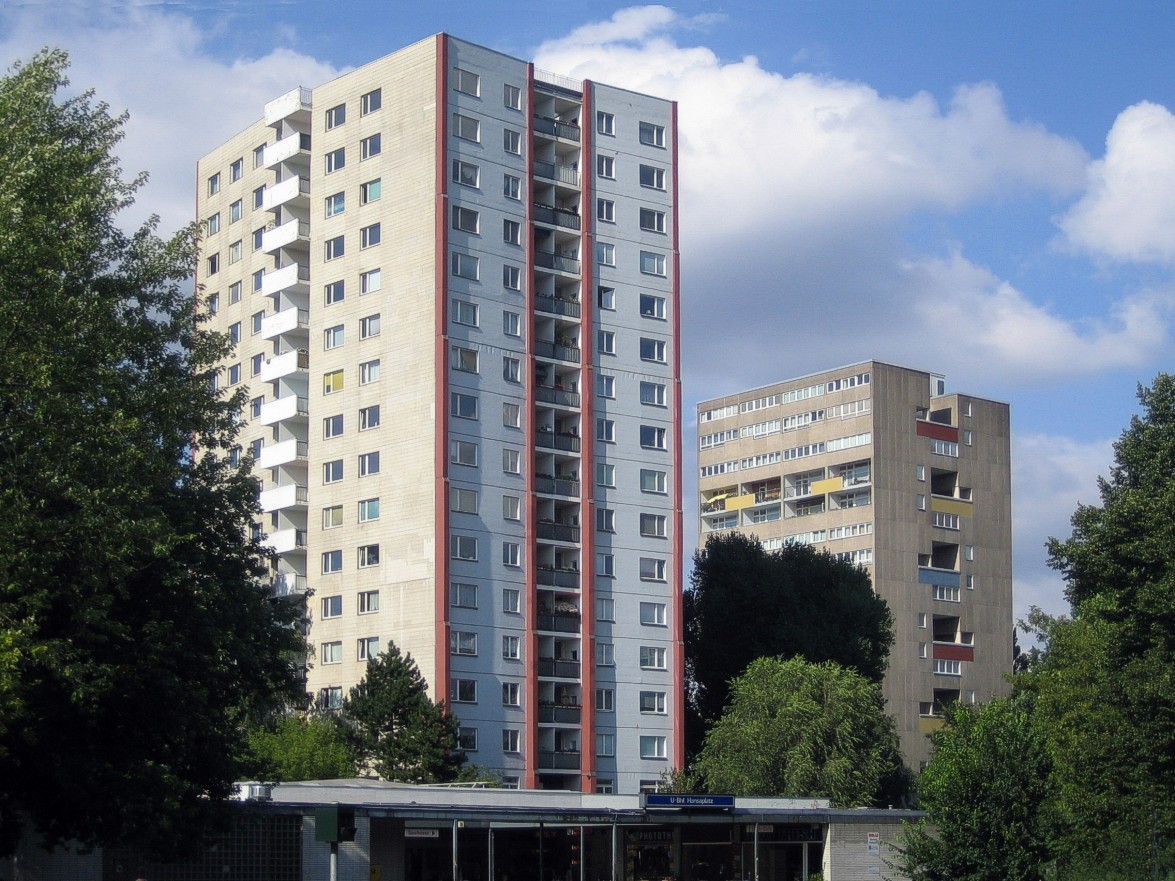
Tours à logements à Berlin. Celle de droite est de Van den Broek & Bakema.

Johannes Hendrik van den Broek, mieux connu sous le nom de Jo van den Broek (né le 4 octobre 1898 à Rotterdam - décédé le 6 septembre 1978), est un professeur, ingénieur et architecte néerlandais. Son influence s'est fait sentir lors de la reconstruction de Rotterdam après la Seconde Guerre mondiale.

## Biographie
À partir de 1948, van den Broek travaille avec Jacob Bakema dans la compagnie d'architecture Van den Broek and Bakema. Ils collaborent pour concevoir des quartiers de Rotterdam ainsi qu'ailleurs aux Pays-Bas. En 1957, ils participent au projet Interbau à Berlin.